# Sabine Wils
Sabine Wils (Aken, 31 mei 1959 – 18 juni 2023) was een Duits politica die van 2009 tot 2014 voor Die Linke in het Europees Parlement zat.
Wils was van 1980 tot 1989 lid van de Deutsche Kommunistische Partei (DKP), daarna van de Partei des Demokratischen Sozialismus (PDS) en vanaf 1999 van Die Linke.
Op 14 september 2010 werd Wils na een heftige interne strijd als woordvoerder van de partij Die Linke gekozen.
- Gemeinsame Normdatei: 1052077897
- Virtual International Authority File: 308746686
- WorldCat: E39PBJyCKYgv7whx4Rr3ppvJXd